# La Chaux-de-Fonds (district)
La Chaux-de-Fonds is een voormalig district van het kanton Neuchâtel. De hoofdplaats was La Chaux-de-Fonds. De districten van Neuchâtel werden op 31 december 2017 opgeheven.
Tot het district behoorden de volgende gemeenten:
| Gemeentenaam      | Inwoners (31/12/2004) | Oppervlakte (km²) |
| ----------------- | --------------------- | ----------------- |
| La Chaux-de-Fonds | 37.287                | 55,66             |
| La Sagne          | 964                   | 25,55             |
| Les Planchettes   | 227                   | 11,73             |